# Commission des limites du plateau continental
Pour un article plus général, voir Droit de la mer.
La Commission des limites du plateau continental (CLPC) est un organe des Nations unies, qui se réunit à son siège à New York et qui se prononce sur les demandes des États côtiers qui souhaitent étendre leur plateau continental, dans le cadre de la Convention des Nations unies sur le droit de la mer.
Elle est composée de 21 membres, tous scientifiques. Elle émet des recommandations que les États peuvent suivre et qui deviennent alors obligatoires.
Il existe une compétition entre les États pour étendre leur plateau continental, donc un afflux des demandes à la CLPC. Quand son rôle devient de fait politique, elle garde une attitude prudente.

## Fonction et composition

### Fonction
La Commission des limites du plateau continental (CLPC) est créée en 1997. Elle se réunit au siège des Nations unies à New York. La CLPC ne représente ni l'ONU ni les États parties à la Convention des Nations unies sur le droit de la mer. Elle est un organe sui generis qui s'apparente à une institution administrative.
Elle examine les demandes des États côtiers qui souhaitent étendre leur plateau continental,. En effet, l'article 76 de la  Convention des Nations unies sur le droit de la mer permet aux États côtiers de soumettre à la Commission des limites du plateau continental une demande d’extension d’une zone économique exclusive (ZEE) dans les limites de 150 milles marins. Il faut que cette demande soit justifiée par l’existence d’un plateau continental,. L'État côtier doit prouver que le plateau continental concerné s'étend jusqu'à 150 milles marins au-delà des limites de la ZEE, qui elle-même s'étend jusqu'à 200 milles marins à partir des lignes de bases du littoral. La demande est publique et déposée auprès du Secrétaire général des Nations unies.
La CLPC examine si le plateau continental correspond aux critères géologiques et géomorphologiques définis par l'article 76 de la Convention des Nations unies sur le droit de la mer,,.

### Composition
Sa composition est fixée par l'annexe II de la Convention des Nations unies sur le droit de la mer. Elle est composée de 21 membres, qui ont un mandat de cinq ans et sont  rééligibles.
Elle est uniquement composée de scientifiques. Ce sont des experts en géologie, géophysique ou hydrographie,. Un équilibre géographique est recherché dans la composition de la CLPC : les experts sont originaires d'Afrique, d'Asie, d'Europe, d'Amérique et d'autres régions du monde en proportions à peu près égales. Ils sont proposés par les États, qui soutiennent parfois conjointement la même candidature, parce qu'ils sont géographiquement proches. Ensuite, les candidats sont élus par la Conférence des États parties à la Convention sur le droit de la mer. Chaque membre est indépendant et doit agir avec impartialité, en évitant les conflits d'intérêts.

## Procédure

Les zones maritimes du droit international de la mer. (Vue en plan)

### Instruction des demandes
La CLPC est divisée en trois sous-commissions de sept membres chacune, qui étudient chaque demande,. Quand un membre est ressortissant de l'État demandeur, il est automatiquement exclu de la sous-commission. La CLPC s'appuie sur un service administratif et technique particulier de l'ONU consacré au plateau continental. La langue de travail est l'anglais.
Les recommandations de la CLPC sont fondées sur des lignes directrices scientifiques et techniques qu'elle a elle-même fixées et qui permettent aux États de mieux connaître les documents nécessaires pour leur demande. Elle suit un règlement de procédure qu'elle a établi. Ce règlement intérieur est régulièrement révisé et modifié en fonction de l'évolution des pratiques.
La CLPC se livre d'abord à une vérification des conditions de forme et de fond de la demande, notamment en matière de complétude des informations fournies. Ensuite, elle mène une étude scientifique et technique pour déterminer si l'extension du plateau continental est justifiée. La CLPC n'a pas de moyens d'enquête propres et elle ne s'appuie que sur les informations données par l'État côtier demandeur, à qui elle peut demander des compléments. Les propositions de la sous-commission sont approuvées par la CLPC en séance plénière, à la majorité des deux tiers des membres présents et votants.

### Recommandations
Après cet examen, la CLPC émet des recommandations scientifiques et techniques sur le tracé de la limite du plateau continental de l'État côtier demandeur,,. L'État côtier demandeur peut alors décider de suivre ces recommandations et d'établir officiellement les limites de son plateau continental,,.
En soi, la recommandation de la CLPC n'est pas juridique mais technique. C'est son acceptation par l' l'État côtier qui la rend obligatoire. Celui-ci peut aussi présenter un nouveau dossier, révisé, à la CLPC, pour obtenir de nouvelles recommandations plus conformes à ses intérêts,. La CLPC ne doit pas agir contre le droit d'un État à déterminer la limite de son plateau continental.
Toutefois, même si le rôle de la CLPC est essentiellement technique, il comporte des aspects juridiques, d'une part parce que la CLPC établit elle-même son règlement de procédure, d'autre part parce qu'elle fonde ses recommandations sur sa lecture de l'article 76 de la Convention du droit de la mer. Cependant, en étant uniquement composée de scientifiques, la CLPC se différencie des autres organes juridiques de l'ONU et est proche de comités techniques ou scientifiques, ce qui peut interroger sa légitimité. Toutefois, celle-ci est nourrie par le maniement d'un discours conforme à celui des réseaux scientifiques internationaux.

## CLPC et géopolitique

### Course à l'extension du plateau continental
En 2001, la Russie est le premier pays à déposer une demande d'extension de son plateau continental auprès de la Commission des limites du plateau continental. En 2024, cette demande n'a toujours pas été validé. Jusqu'en 2022, la CLPC a reçu une centaine de demandes et formulé une trentaine de recommandations. La procédure a beaucoup de succès et l'importante charge de travail de la  CLPC retarde la parution de ses avis.
La France est partie prenante de cette course à l'extension du domaine maritime, le domaine maritime français étant le second mondial par son étendue. Elle dépose des demandes d'extension auprès de la Commission des limites du plateau continental dans le cadre du programme national français Extraplac ((EXTension RAisonnée du PLAteau Continental, lancé en 2002). Ces demandes concernent la France métropolitaine, la Guyane, la Nouvelle-Calédonie, la Martinique, la Guadeloupe, les Terres australes et antarctiques françaises, La Réunion, Wallis-et-Futuna et Saint-Pierre-et-Miquelon. En 2015, suivant les recommandations de la CLPC, la France fixe les nouvelles limites des plateaux continentaux étendus de la Martinique, de la Guadeloupe, de la Guyane, des îles Kerguelen et de la Nouvelle-Calédonie. Elle étend ainsi son domaine maritime de 500 000 km2,.
À l'échelle mondiale, les États dépensent des sommes importantes dans la recherche sur le plateau continental, ce qui donne naissance à une importante activité scientifique et technique pour en rechercher les limites. À l'origine, l'État demandeur a dix ans à partir de l'entrée en vigueur de la Convention des Nations unies sur le droit de la mer à son égard pour faire ses demandes, ce qui explique cet afflux de demandes. Ce délai étant trop court, son échéance a été reportée de 2004 à 2009.
La Commission des limites du plateau continental reçoit beaucoup de demandes qui concernent l'Arctique, déposées depuis 2001 par la Russie, la Norvège, l'Islande, le Danemark et le Canada,,,.

### Prudence politique
Les pays étant en concurrence, la CLPC, qui est normalement uniquement un organe technique, se retrouve de fait à jouer un rôle politique,. Ayant conscience de l'aspect politique de sa mission, la CLPC aborde ces questions avec prudence. Quand il existe un différend entre les États, la CLPC n'examine pas la demande, sauf si tous les États concernés donnent leur accord, même si ce blocage peut être au détriment de l'État demandeur. Parmi ces demandes bloquées, beaucoup concernent la mer de Chine méridionale. Ces blocages peuvent ne concerner qu'une partie de la demande,. La CLPC agit ainsi en application de son propre règlement intérieur, qu'elle a elle-même établi.
De nombreux États font preuve de bonne volonté et acceptent que la CLPC puisse prononcer ses recommandations, réservant pour plus tard la résolution de leur conflit. Néanmoins, une vingtaine de demandes sont bloquées parce que les autres États ont refusé, laissant l'État demandeur dans l'incertitude juridique quant aux limites de son plateau continental. La prudence de la CLPC est donc juridiquement discutée, puisqu'elle peut induire un préjudice pour l'État demandeur.